# Matilde Sauvayre da Câmara
Matilde Olímpia Sauvayre da Câmara (São Pedro, Funchal, Portugal 23 de março de 1871 - Funchal,11 de dezembro de 1957) foi uma ilustre artista e escritora madeirense. Dedicou-se à poesia, ao teatro, à música e  composição, bem como ao charadismo. Destacou-se como dramaturga de peças diversas e compositora de um vasto leque de obras musicais. Apresentou a sua obra a membros da aristocracia e monarquia portuguesa, tendo sido considerada a compositora diletante de maior renome no Funchal.

## Biografia
Nasceu no solar dos Viscondes das Nogueiras, na rua da Mouraria, freguesia de São Pedro, concelho do Funchal, a 23 de março de 1871. A sua formação literária começou ao abrigo da sua avó, Matilde Isabel de Santana Vasconcelos Moniz de Bettencourt, Viscondessa das Nogueiras (1805-1888). Esta escritora, poetisa e tradutora madeirense, autora de  "Diálogo de Uma Avó e a Sua Neta" (1862), designado pelo Conselho Superior de Instrução pública para utilização nas escolas, teve grande influência na biografada. Com ela aprendeu, tal como as suas irmãs - Maria Celina Sauvayre da Câmara (1857-1929) e Maria das Dores Sauvayre da Câmara (1864-1941) - as "arts dágrement".
Filha de João Sauvayre da Câmara de Vasconcelos e Matilde Lúcia de Santana e Vasconcelos Moniz de Bettencourt, Matilde Sauvayre da Câmara apresentou-se ao público, primordialmente, como cantora em eventos semi-privados, nos quais participava com a sua irmã, Maria das Dores, que desde nova se dedicou sobretudo à prática pianística, tendo participado nos eventos musicais funchalenses de finais do século XIX. Entre estes são exemplo os saraus em casa do médico Adriano Augusto Larica e dos viscondes de Monte Belo, em janeiro de 1893). Matilde fez a sua primeira apresentação de produção musical e dramática original, em fevereiro de 1893, na récita de Carnaval realizada no palácio dos Viscondes de Torre Bela. Neste evento foram interpretadas algumas das suas canções integrantes da opereta literária "Charada", composta na coautoria de Carolina Dias de Almeida.
Um dos momentos mais marcantes da sua carreira prendeu-se com a récita de gala à coroa portuguesa, realizada no Teatro D. Maria Pia, atual Teatro Municipal Baltazar Dias, em 20 de junho de 1901. Nesta ocasião apresentou a sua comédia "Morto à Força" e o quadro Arraial Madeirense. A récita foi dedicada ao rei D. Carlos e à rainha D. Amélia, aquando da visita dos monarcas à região.
Matilde Sauvayre da Câmara morreu no Funchal, a 11 de dezembro de 1957. Não casou nem deixou descendência. O seu legado foi deixado ao abrigo dos seus familiares, entre os quais o professor de violino e música do Conservatório Nacional de Lisboa, Jorge Croner de Vasconcelos, a sobrinha deste - Laura Moniz de Bettencourt,  e Jacinto Moniz de Bettencourt. Entre as obras que compõem o seu espólio estão a opereta Dois Dias em Paris,bem como as coleções de música e teatro musical de Carolina Dias de Almeida e de música da sua irmã Maria das Dores.

## Composição e Obra
A primeira obra apresentada na récita de gala, a comédia Morto à Força, foi interpretada pela autora (no papel principal). A terceira parte do recital foi dedicada à exposição da cultura madeirense, com destaque para o folclore tradicional da região. Depois da sua exposição da sua comédia “Morto à Força”, o “Arraial Madeirense”, também um original da autora, é marcado pela representação dos chamados "vilãos" e "viloas" nos seus trajes característicos em papel de jovens de alta sociedade. Danças e bailares ilustram também a interpretação com a participação de 20 pares de crianças a apresentar danças regionais, acompanhadas pela orquestra. A rainha D. Amélia é laureada por um coro composto por todos os artistas participantes. Matilde interpretou, neste mesmo âmbito, a canções  L’Averse e a BluetteC’est le Jeune Siècle, ilustrando a sua literacia na língua francesa.
A documentação sobre a vida de Matilde da Câmara é escassa após 1901.
A produção poética da autora serviu de base para a sua composição musical. As suas composições documentadas até 2014 são interpretadas em língua portuguesa. Apesar do seu conhecimento da língua francesa, não foram, até agora, documentadas obras da sua autoria nesta língua, ainda que a arte musical francesa tenha influenciado a compositora. A sua produção para canto com acompanhamento instrumental, caracterizada pelo uso de uma estrutura com estribilho a solo e refrão com coro, compreende:
- O Meu Testamento;
- As Últimas Flores;
- Serenada (Folhas das Rosas Caídas);
- Alguém;
- Risos, Cantos, Saudades;
- Cantares (É nos Olhos Que se Espelha);
- Saudades;
- Balada (Se Uma Estrela me Pedisses);
- Nuvens;
- Os Três Corações;
- Ilusões;
- Perguntas ao Luar e Canção da Serra.

Este conjunto de obras constitui apenas parte da produção da compositora neste género musical, constituinte do seu legado. Uma dúzia das obras foram também adaptadas para acompanhamento por guitarra, além do piano. A sua composição musical com acompanhamento nunca chegou a fazer parte do domínio público, sendo que se estipula que esta tenha sido apresentada sobretudo em contextos privados e semi-privados, entre os quais, possivelmente, saraus nas suas moradias na freguesia do Monte, designadamente a Quinta da Florença e uma moradia na vila Acácia, nas Cruzes.

## Prémios e homenagens
Aquando da récita de gala apresentada ao rei D.Carlos e à Rainha D.Amélia, Matilde Sauvayre de Câmara recebeu, pelo seu excelente desempenho, os encómios do conde de Arnoso, secretário do rei. A autora e compositora foi reconhecida pela sua “cultura humanística muito fora do vulgar para a época” . Alfredo de Freitas Branco salientava a sua literacia em línguas estrangeiras bem como o seu “notável espírito de crítica fina e […] humorismo impregnado de uma sensibilidade artística muito curiosa”, na sua produção enquanto dramaturga e intérprete teatral.